# レン・チャペル
レナード・ロイ・チャペル (Leonard Roy Chappell, 1941年1月31日 - 2018年7月12日) は、アメリカ合衆国の元プロバスケットボール選手。
身長203cm、体重109kg。ポジションはパワーフォワード及びセンター。

## 経歴
チャペルはウェイクフォレスト大学でプレーした3年間で平均24.9得点13.9リバウンドを記録した。特に4年次には平均30.1得点15.2リバウンドを叩き出してチームをNCAAトーナメントベスト4に導き、オールアメリカ1stチームに選出された。また2年連続でカンファレンス年間最優秀選手に輝くなど、カレッジ屈指のスター選手として活躍した。
背番号『50』は大学の永久欠番に指定されている。
1962年、チャペルはNBAドラフト全体4位でシラキュース・ナショナルズに入団した。2年目の1963-64シーズン開始直後にニューヨーク・ニックスにトレードされ、平均17.1得点9.8リバウンドを記録してオールスターに選ばれた。1966年にニックスを離れた後は6年間で7チームを渡り歩き、ABAのダラス・チャパラルズでプレーした1971-72シーズンを最後に現役を引退した。NBAとABAを合算した成績は、670試合の出場で通算6,227得点3,431リバウンド（平均9.3得点5.1リバウンド）であった。
2018年、ウィスコンシン州オコノモウォックにて77歳で死去。